# Life Is a Big Holiday for Us
Life is a Big Holiday For Us é o segundo álbum da banda goianiense, Black Drawing Chalks. O disco foi produzido por Fabrício Nobre, Gustavo Vasquez (integrantes do MQN) e por Eduardo Ramos (ex-empresário do Cansei de Ser Sexy). O disco obteve o primeiro hit do quarteto com a faixa My Favorite Way. O clipe da canção teve grande destaque na MTV, concorrendo inclusive ao VMB 2009. O vídeo teve a direção das equipes Nitrocorpz e Bicleta sem Freio. A música também foi eleita pela versão brasileira da revista Rolling Stone como a melhor música nacional de 2009.

## Faixas
1. "My Favorite Way"
2. "Free From Desire"
3. "My Radio"
4. "The Legend"
5. "Girl I've Come To Lay You Down"
6. "Finding Another Road"
7. "I'm A Beast, I'm A Gun"
8. "Don't Take My Beer"
9. "Precious Stone"
10. "Magic Travel"
11. "Leaving Home"